# Templul evreiesc din Buzău
Templul comunității evreiești din Buzău este un monument istoric aflat pe teritoriul municipiului Buzău.

## Galerie

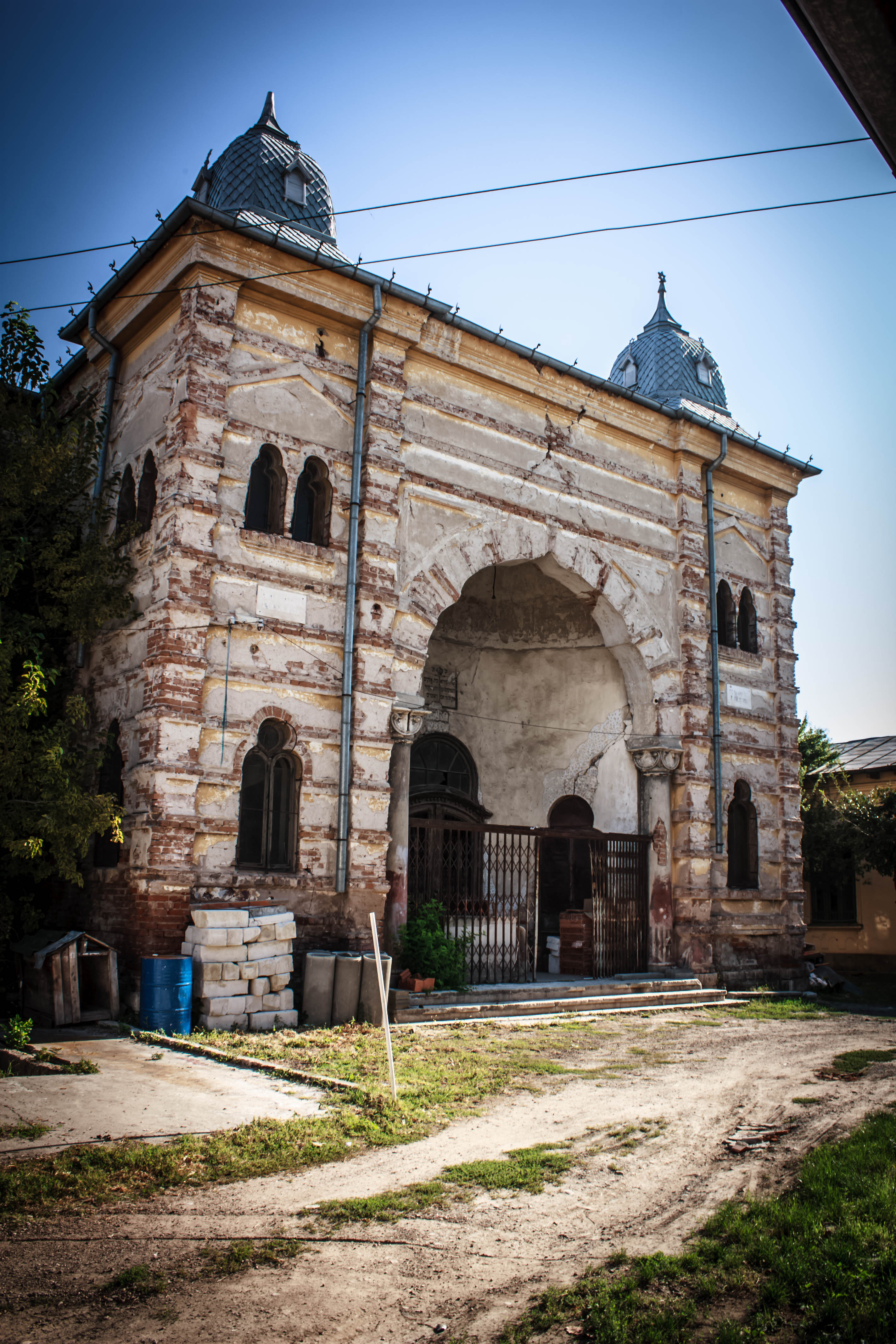
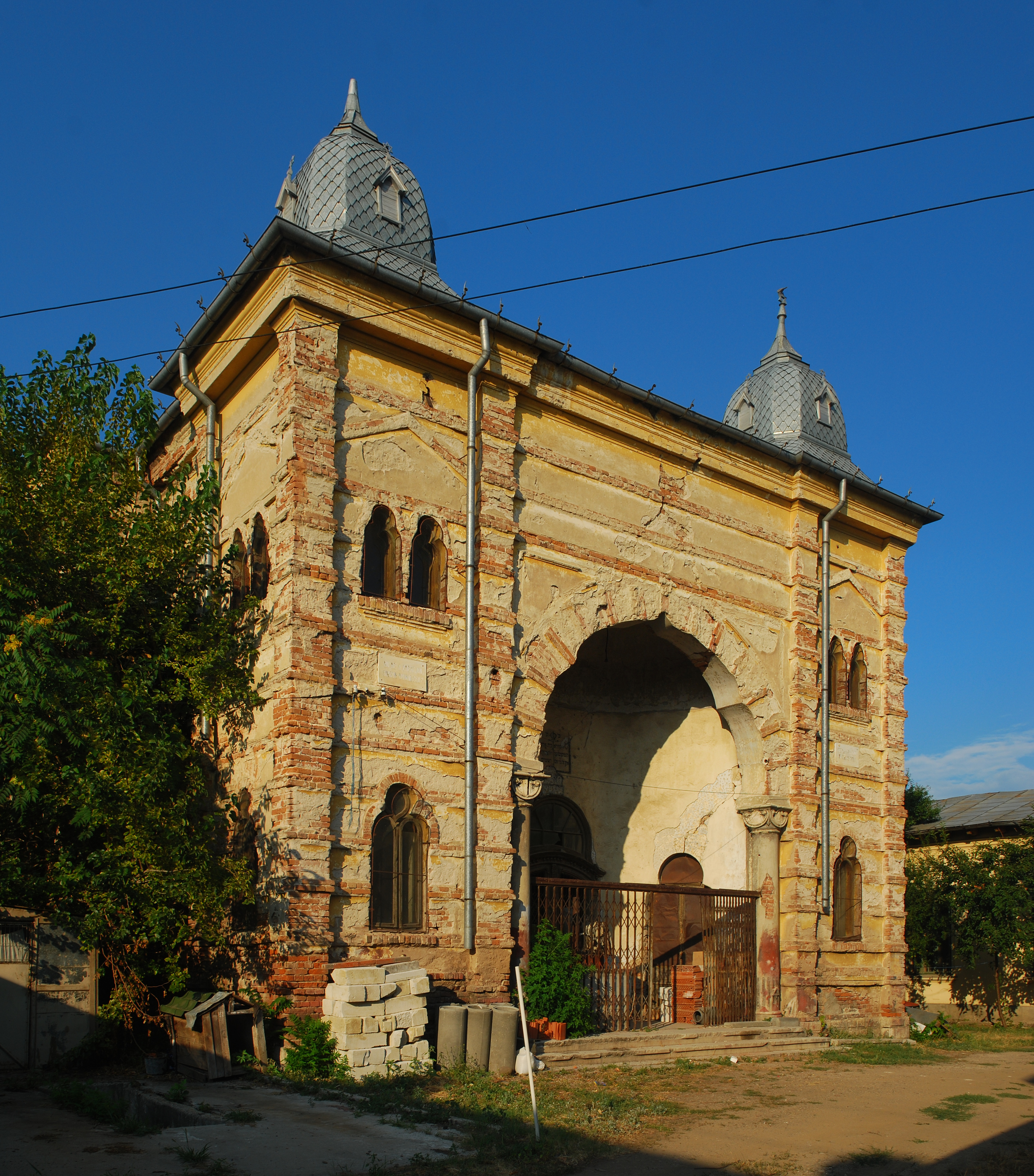
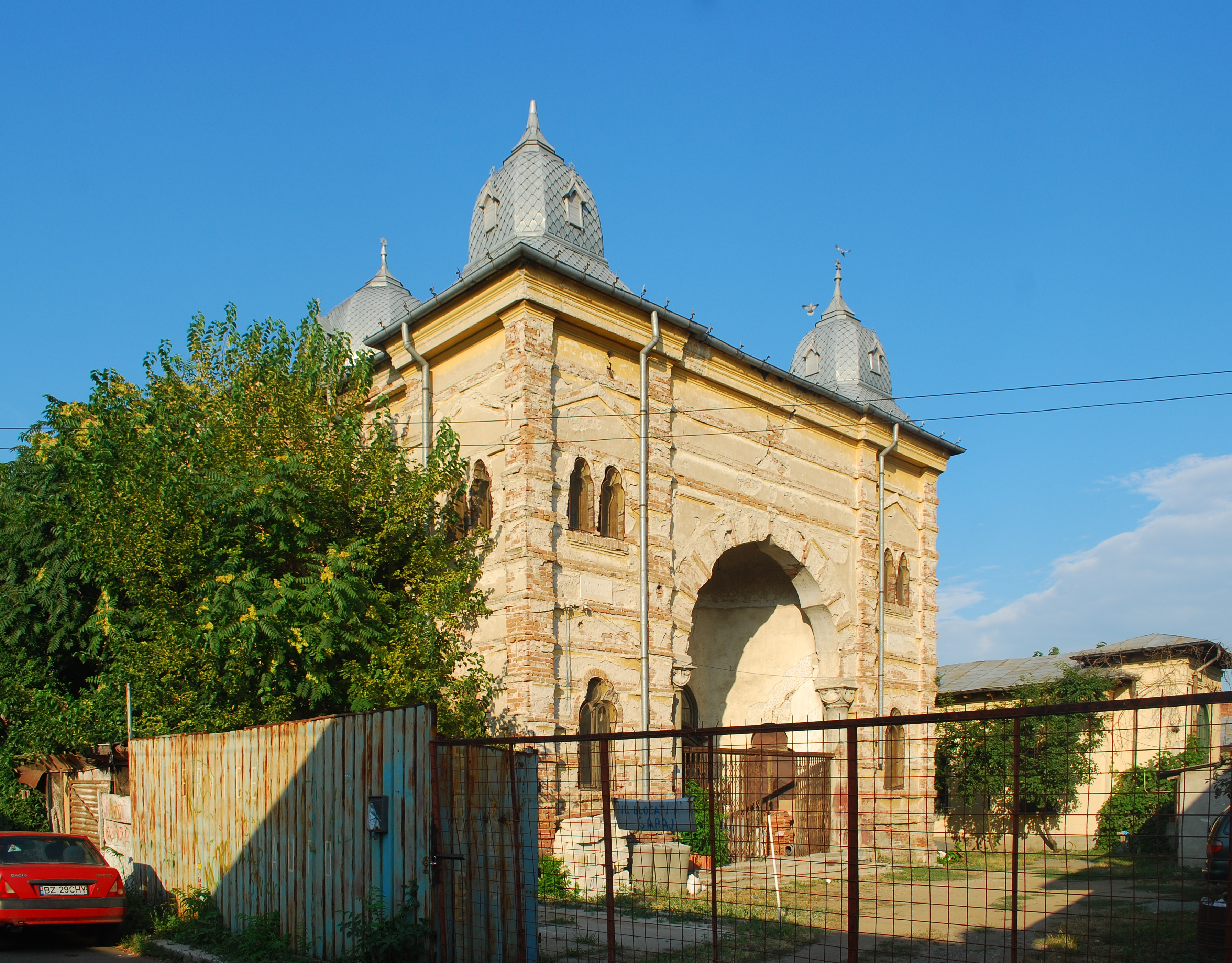
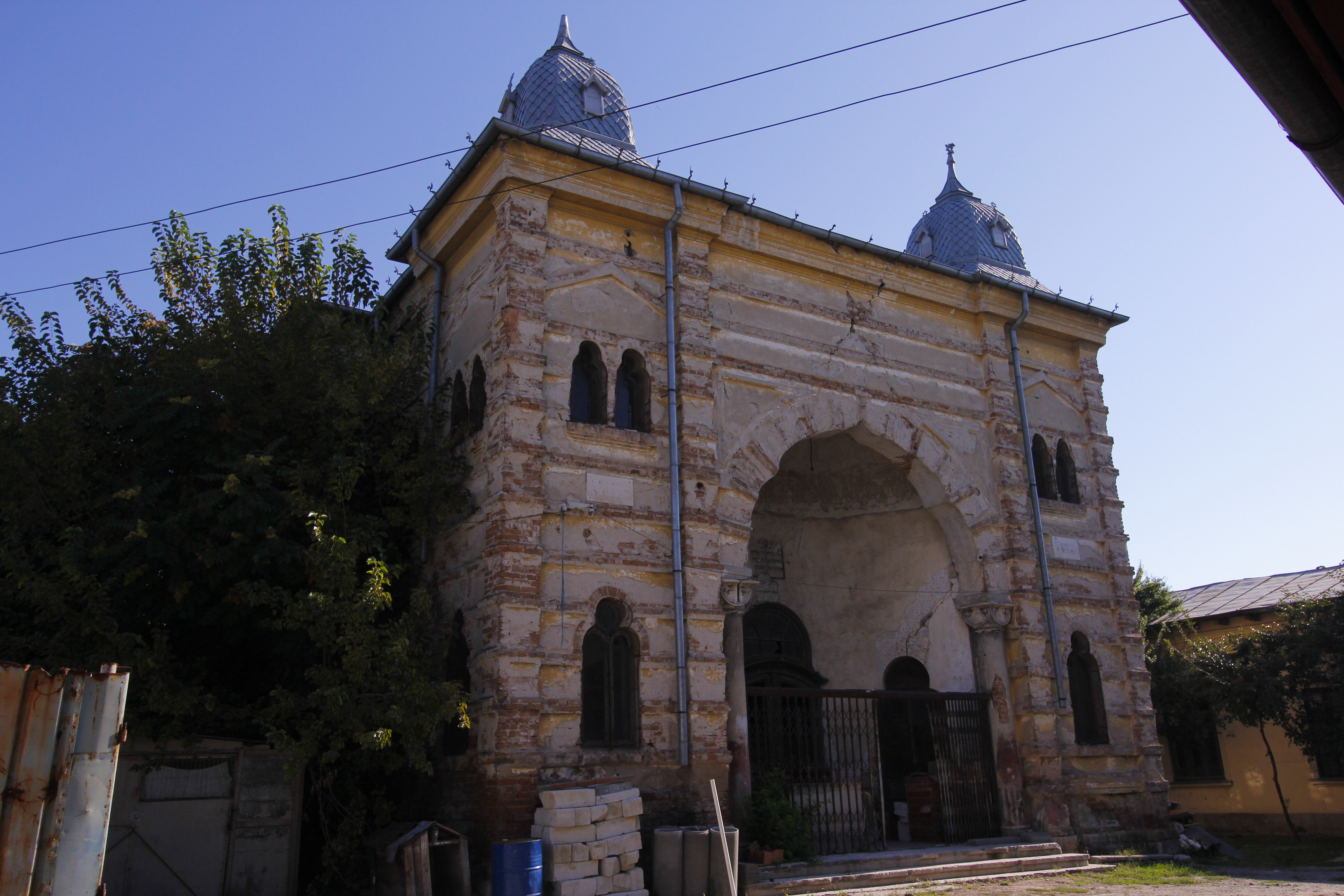